# Bartolomeo Cincani
Pour les articles homonymes, voir Montagna.
Bartolomeo Cincani dit Montagna (Orzinuovi, 11 octobre 1450 - 11 octobre 1523) est un peintre italien de la haute Renaissance, le chef de file de l'école de Vicence.

## Biographie
Bartolomeo Cincani adopte le pseudonyme Montagna dès sa jeunesse. Venu de la région de Brescia, il accomplit son apprentissage auprès de Domenico Morone à Vérone. Dans cette ville, il peint des façades de maisons en fresque et exécute des peintures (saintes et anges entre des pilastres, frise d'une procession des Néréides, évangélistes, toutes très endommagées) de la chapelle dei santi Nazzaro e Celso (1493), dont l'architecte est un certain Salconetto [?]. Il devient ensuite le plus important peintre de tableaux religieux de Vicence entre la fin du Quattrocento et le début du XVIe siècle, le chef de file de l'école italienne réputée de la ville, dans un style vénitien empreint de Carpaccio, d'Antonello de Messine et de Giovanni Bellini. 
Il est actif à Vicence et aussi à Vérone et Venise, dans de grand tableaux religieux, qui sont ensuite pour la plupart perdus ou détruits.
Son fils Benedetto Montagna, est un peintre imitateur du style de son père, plus apprécié pour ses gravures (actif entre 1490 et 1541), art auquel l'initia Giovanni Antonio da Brescia qui exerça sur lui une certaine influence. 

## Œuvres

### Datées
- Sainte Justine 1475, bois, Musée Correr Venise [3]
- Saint Jérôme, 1482, bois, 112 × 50 cm, Musée Poldi-Pezzoli.
- Saint Paul, 1482, bois, 112 × 50 cm, Museo Poldi Pezzoli.
- Vierge à l'Enfant avec un saint, v. 1483, huile sur bois, 378 × 366 cm, Walker Art Gallery, Liverpool.
- Vierge à l'Enfant, 1485-1523, huile sur panneau, 63 × 51 cm, Walters Art Museum, Baltimore.
- Vierge à l'Enfant sous une pergola, entourée de saint Jean Baptiste et saint Onofrius, 1488-1489, huile sur bois transférée sur toile, Pinacoteca Civica, Vicence.
- Madone trônant entouré de saints et d'anges, 1498-1499, retable, huile sur toile, 410 × 260 cm, Pinacothèque de Brera. Son chef-d'œuvre.
- Madone et l'Enfant ont intronisé avec saint Jean-Baptiste et saint Jérôme et des anges musiciens, v. 1490, huile sur bois, 246 175 cm, Musée de la Chartreuse de Pavie[4]
- Vierge à l'Enfant, 1490-1510, huile sur toile, 64 × 48 cm, Rijksmuseum, Amsterdam.

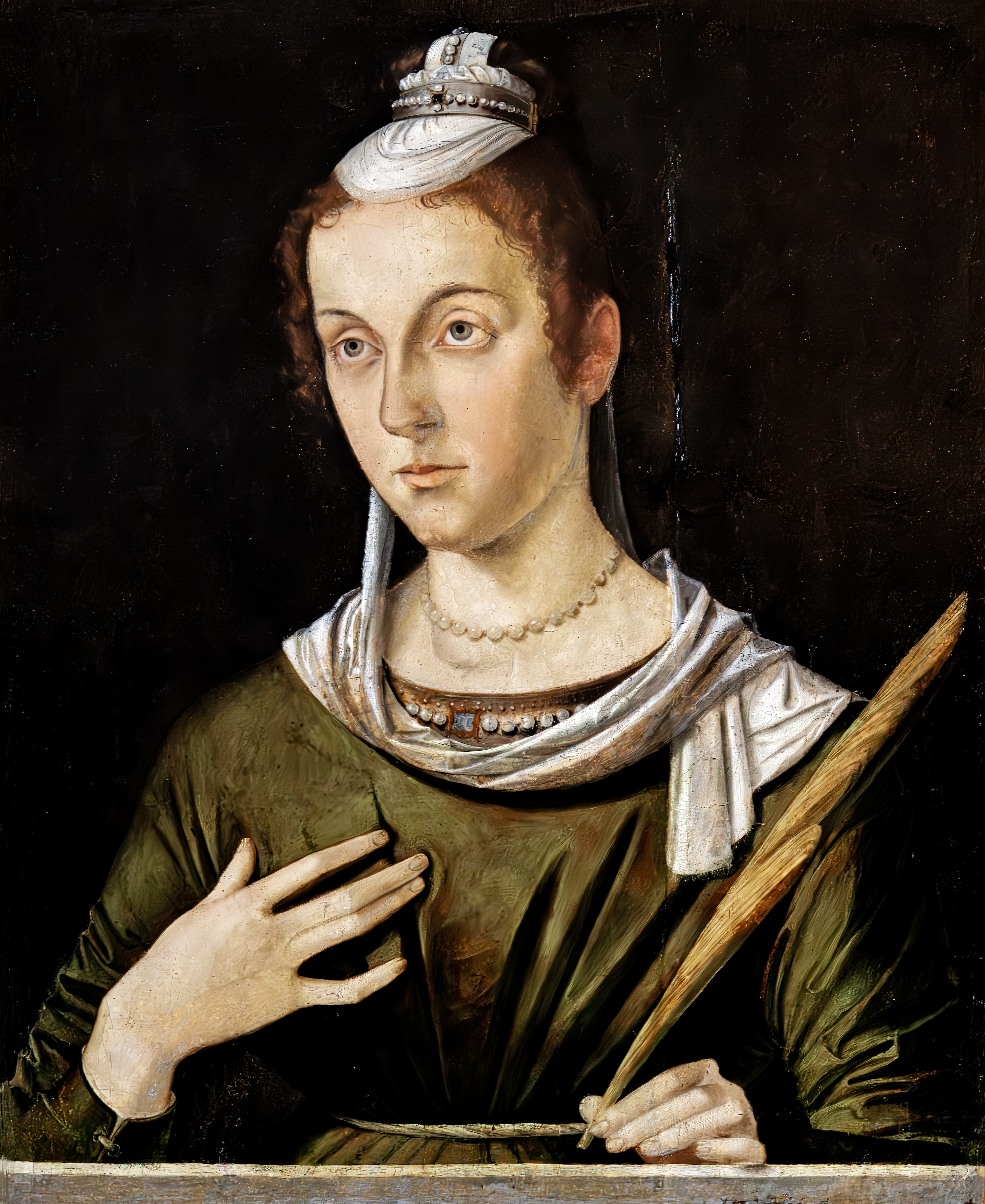
Sainte Justine 1475, Musée Correr Venise
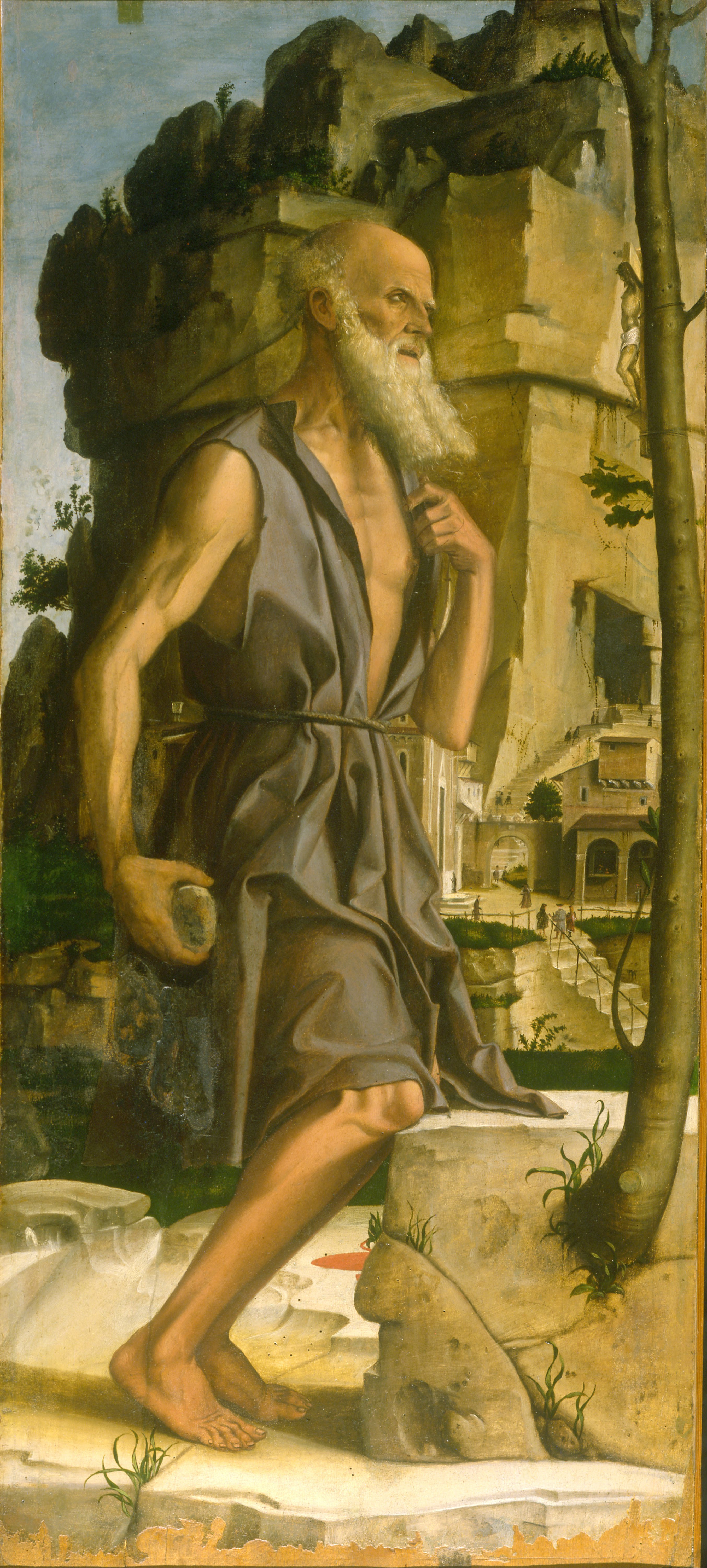
Saint Jérôme 1482, Milan.
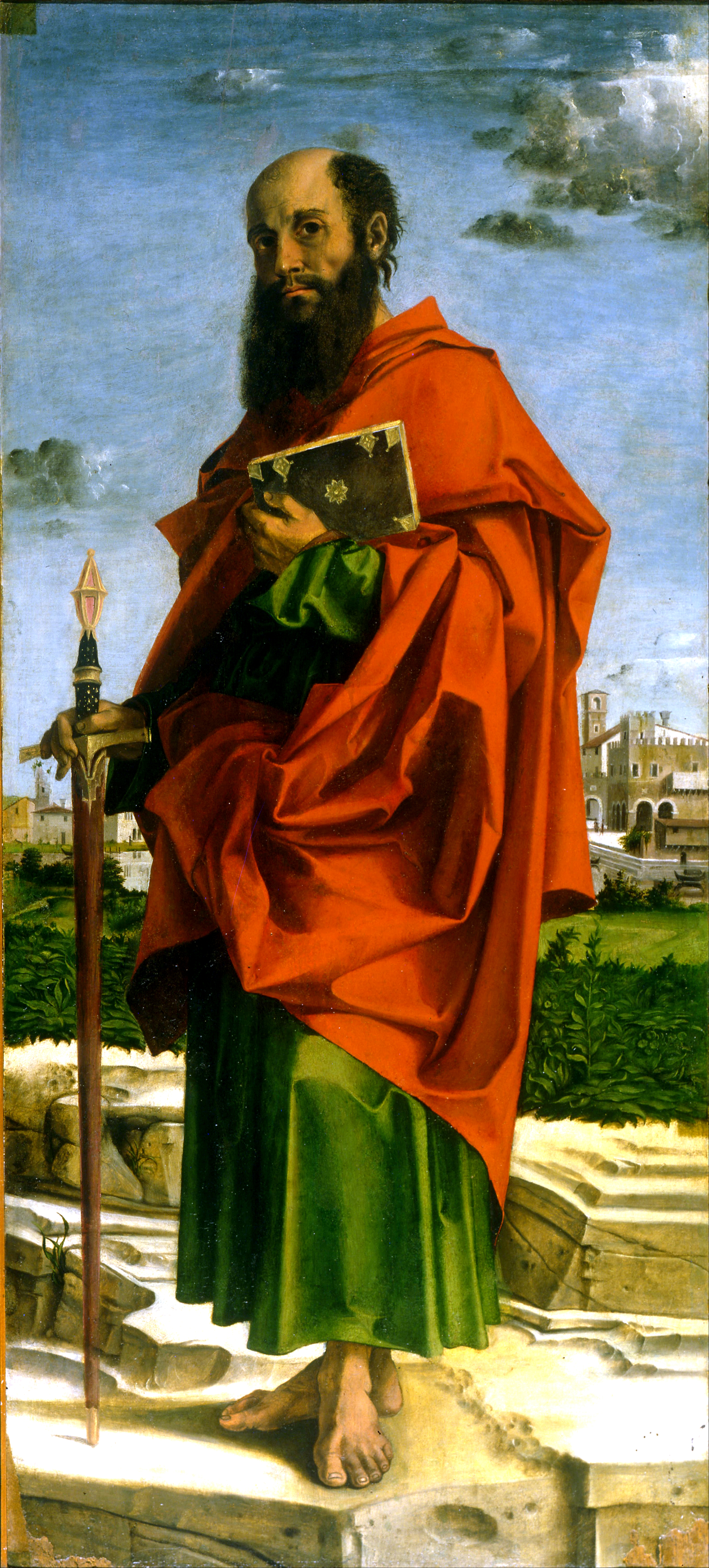
Saint Paul 1482, Milan.
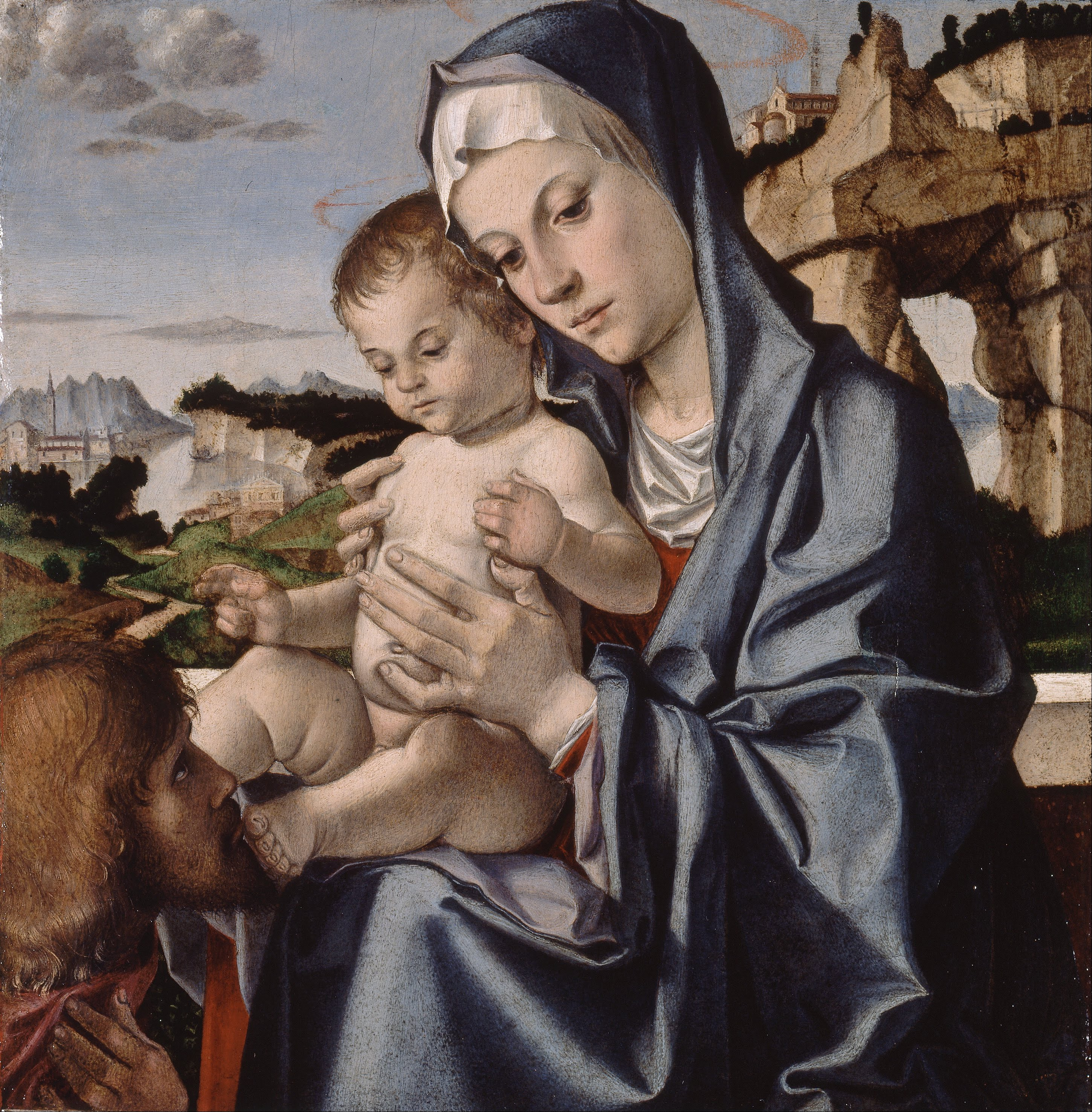
Vierge à l'Enfant 1483, Liverpool.
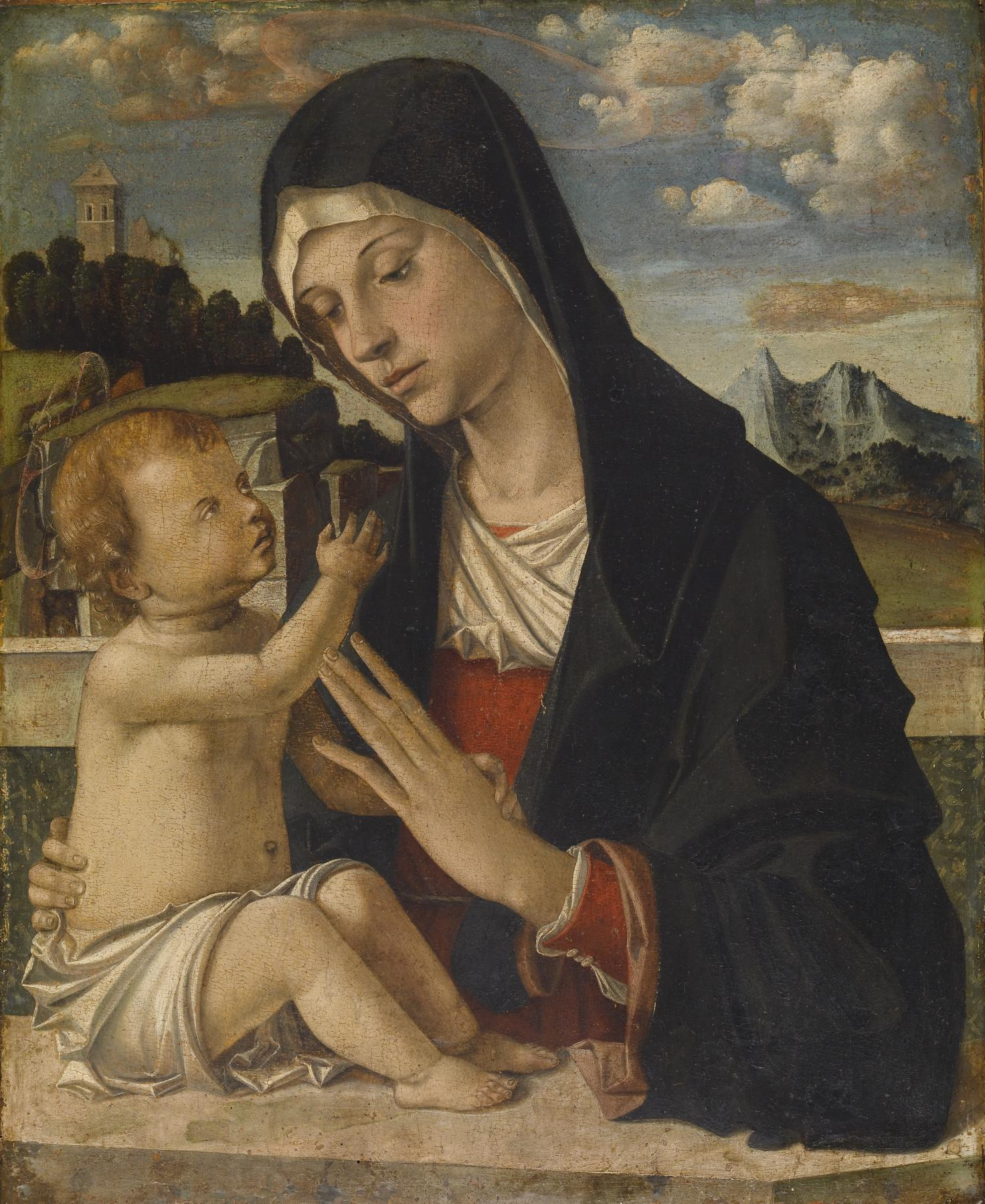
Vierge à l'Enfant 1485-1523, Baltimore.
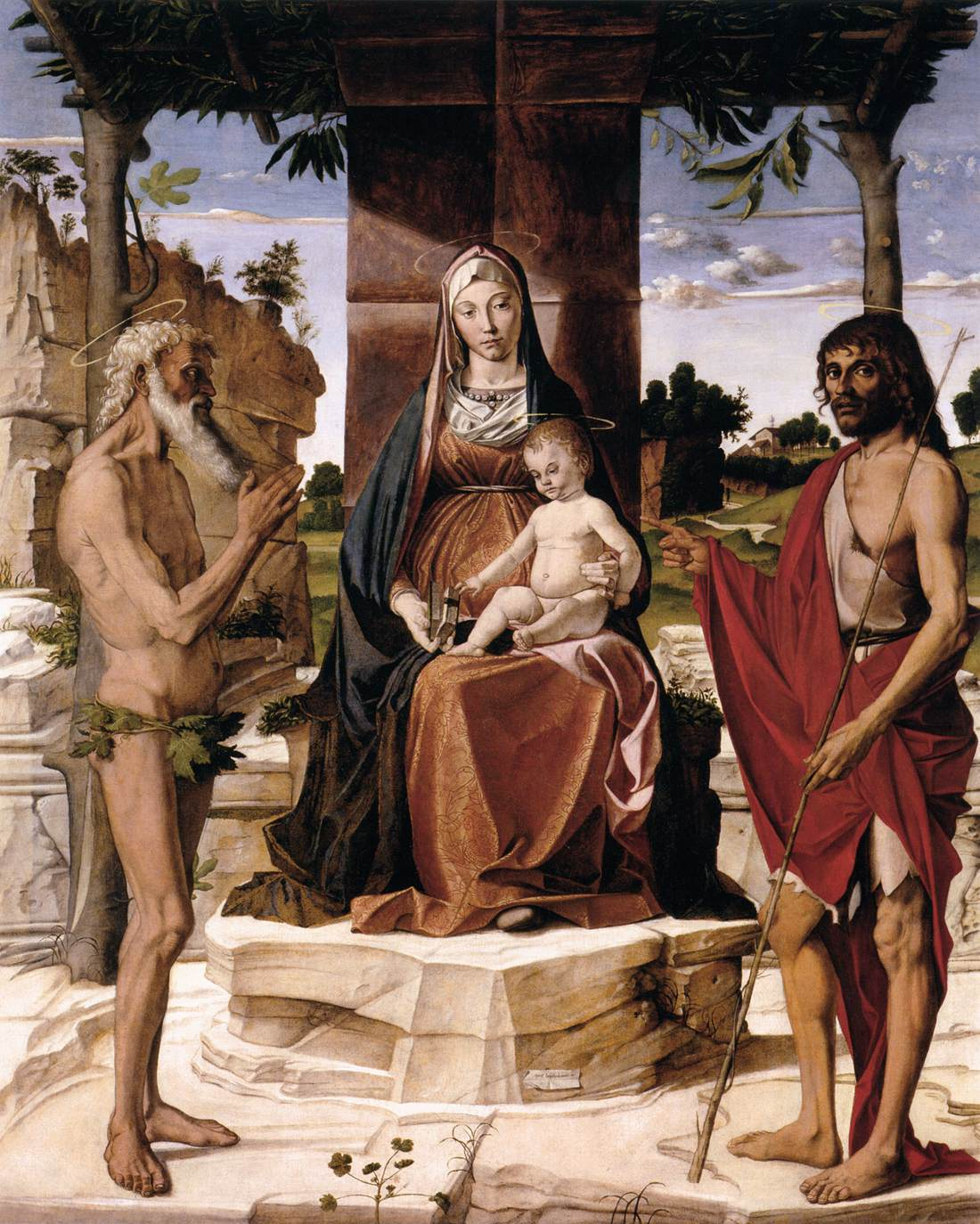
Vierge à l'Enfant 1488-1489, Vicence.
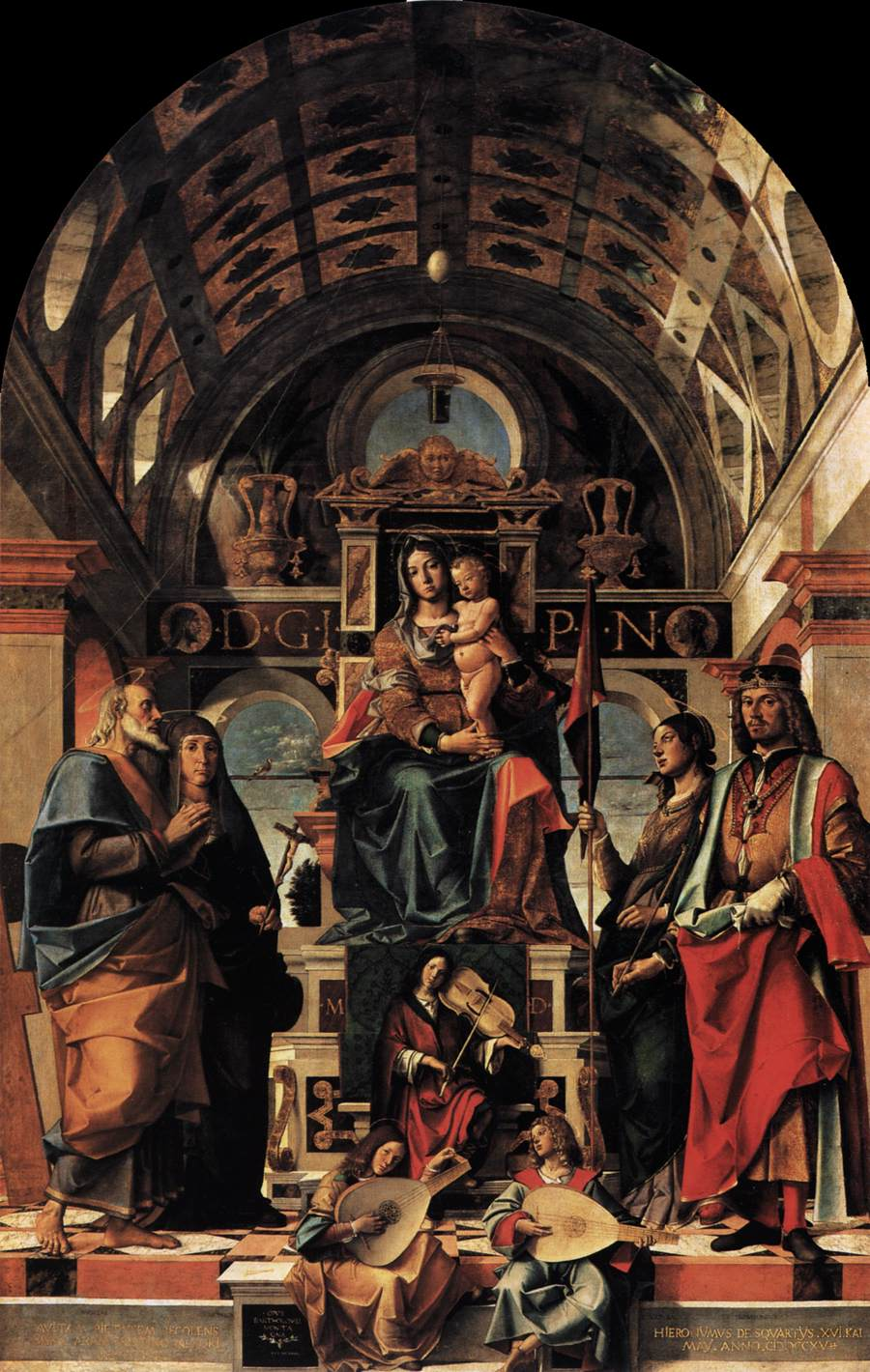
Vierge à L'Enfant 1498-1499, Milan.

- Sainte Justine de Padoue, années 1490, huile sur panneau, Metropolitan Museum of Art, New York.
- Fresques de la chapelle  dei santi Nazzaro e Celso (1493).
- Paysage avec des châteaux, fin XVe siècle, huile sur bois, tondo, 140 cm, Musée national de l'Art occidental, Tokyo.
- Pietà de Monte Berico, 1500.
- Saint Jérôme, v. 1500, huile sur toile, 51 × 58 cm, Pinacothèque de Brera, Milan.
- Vierge à l'Enfant avec saint Homoborus et un mendiant, saint François et le bienheureux Bernardo da Feltre, et avec sainte Catherine, v. 1515, huile sur toile, Musée de Bode, Berlin.
- Bénédiction de saint Pierre et un donateur, v. 1505, bois, 60 × 39 cm, Galeries de l'Académie de Venise[5].
- Polyptyque de Conegliano, v. 1509.
- Vierge à l'Enfant avec saint Joseph, 1515-1520, huile sur toile, Museo Correr, Venise[6].

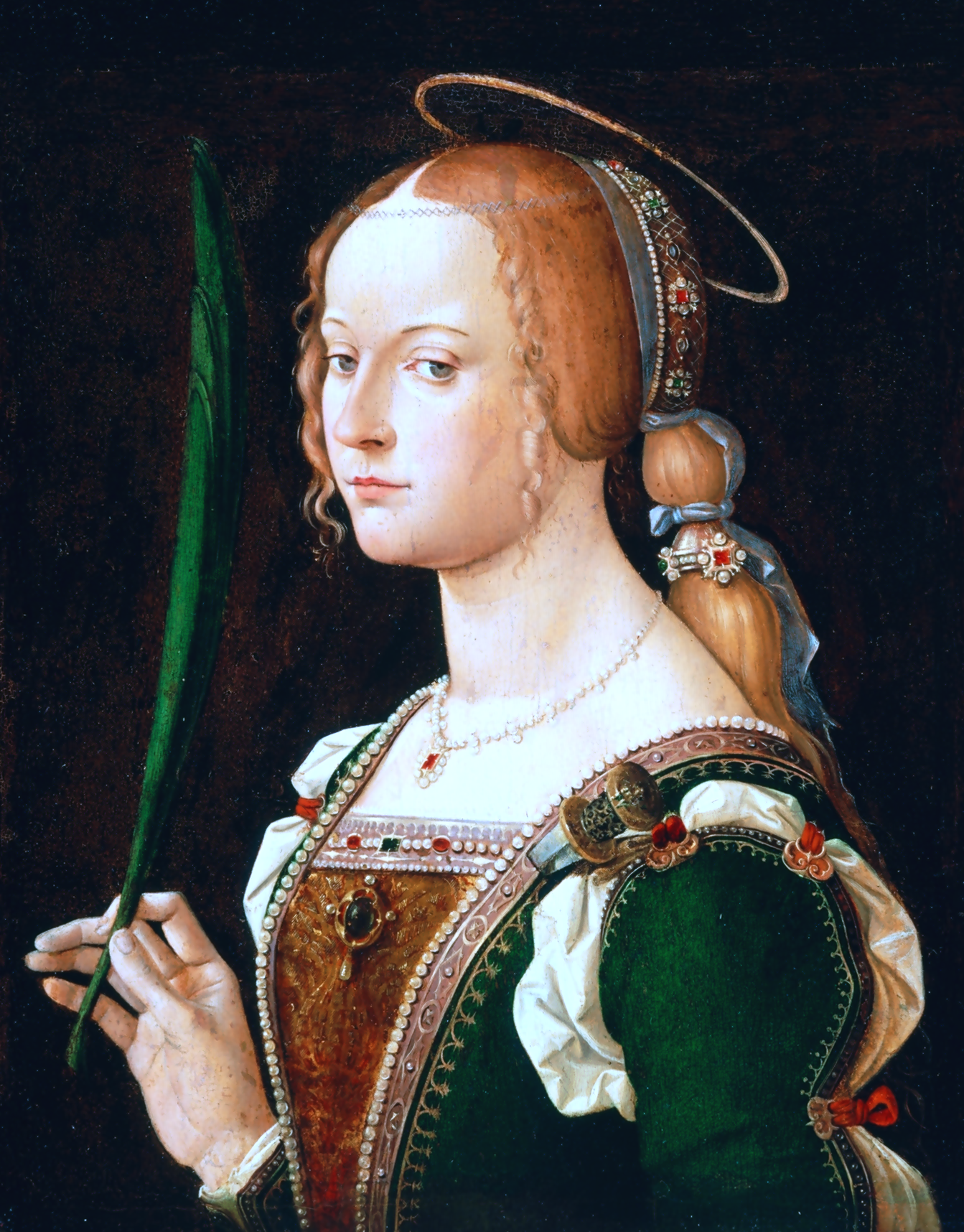
Sainte Justine v. 1490, New York.
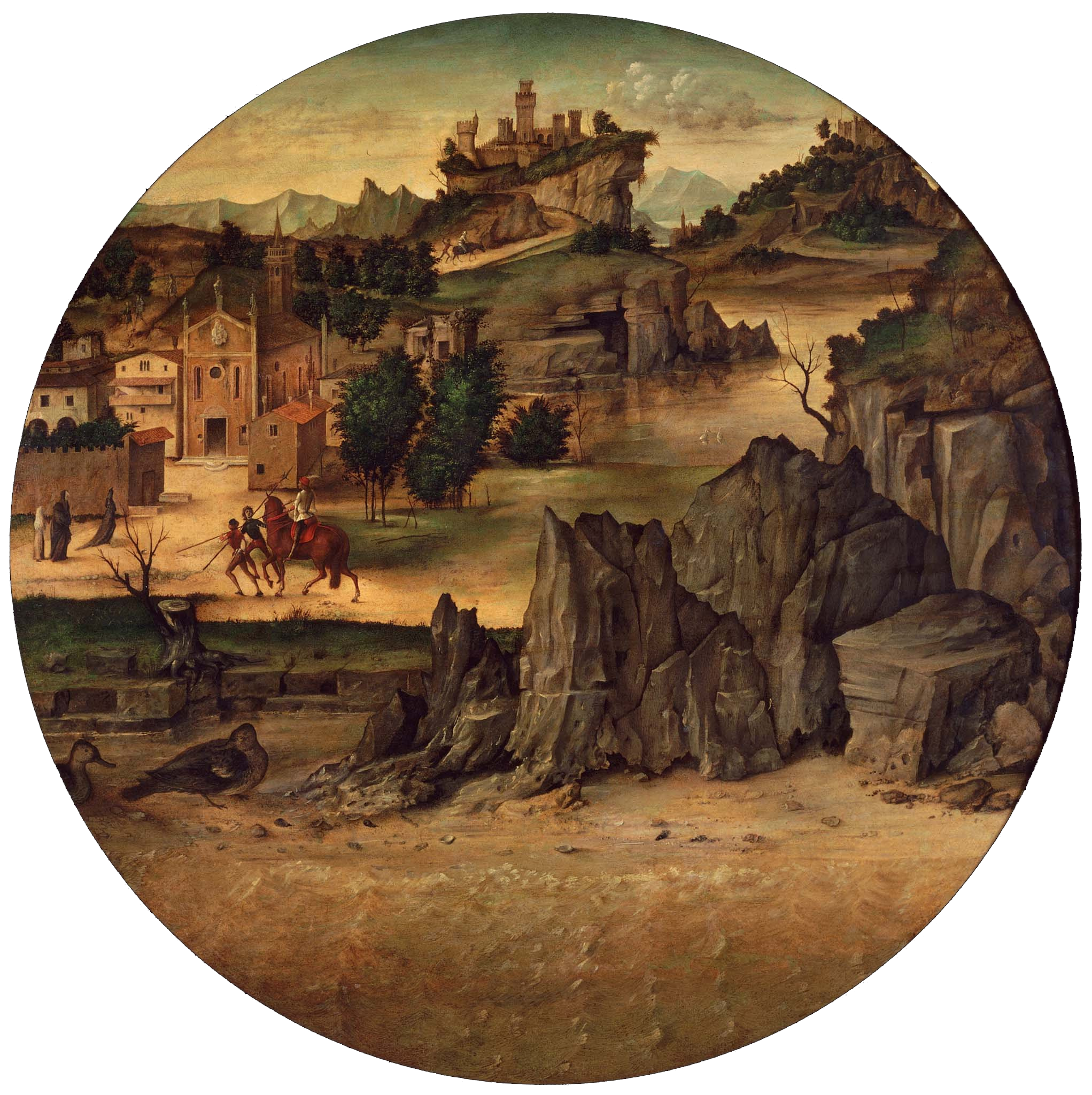
Paysage avec châteaux fin XVe, Tokyo.
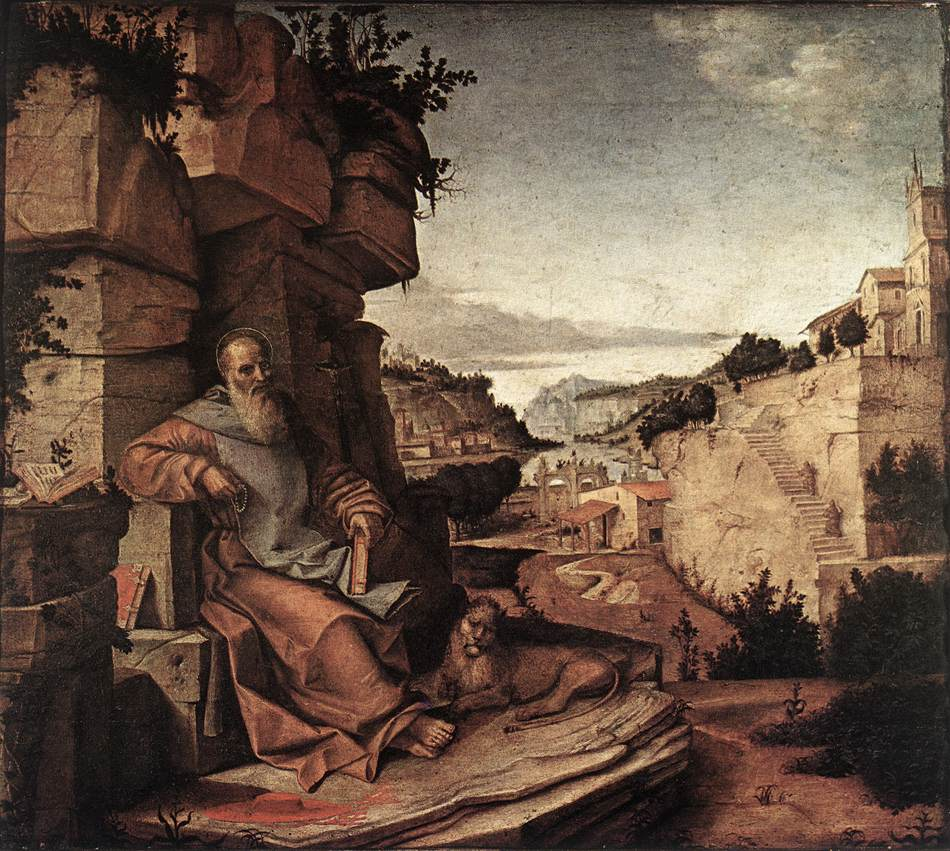
Saint Jérôme v. 1500, Milan.
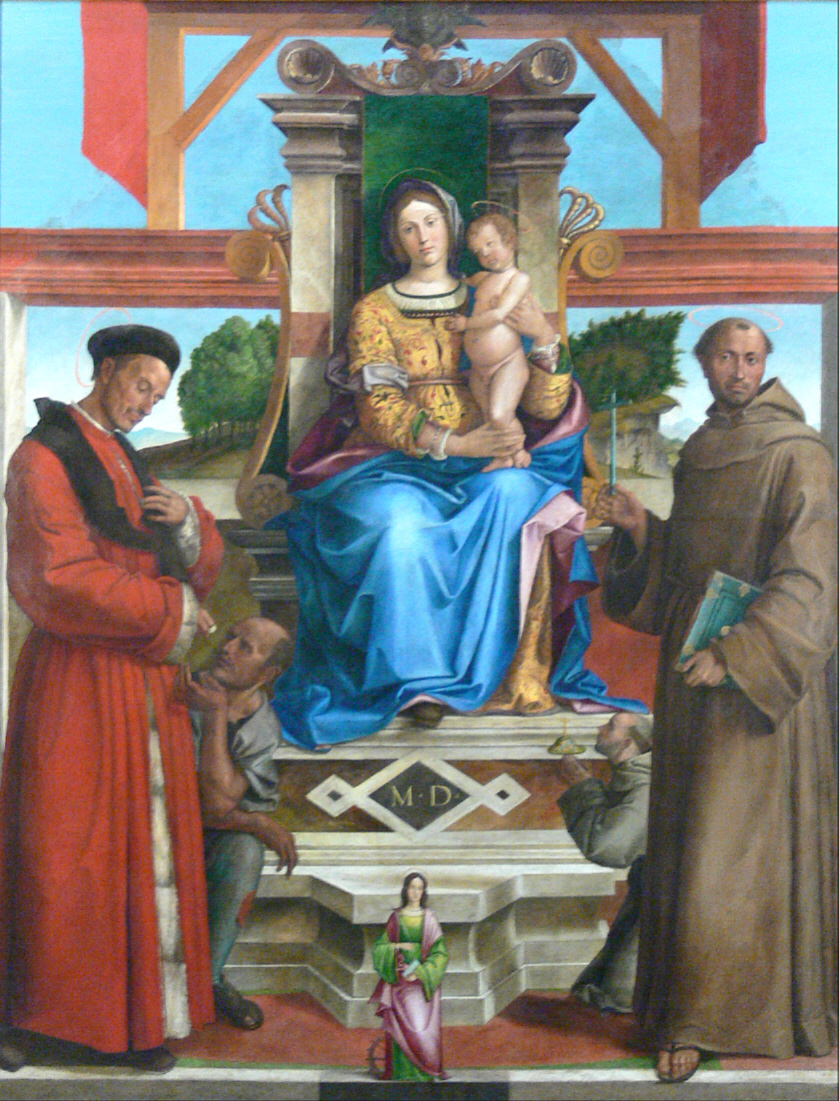
Vierge en Majesté v. 1515, Berlin.
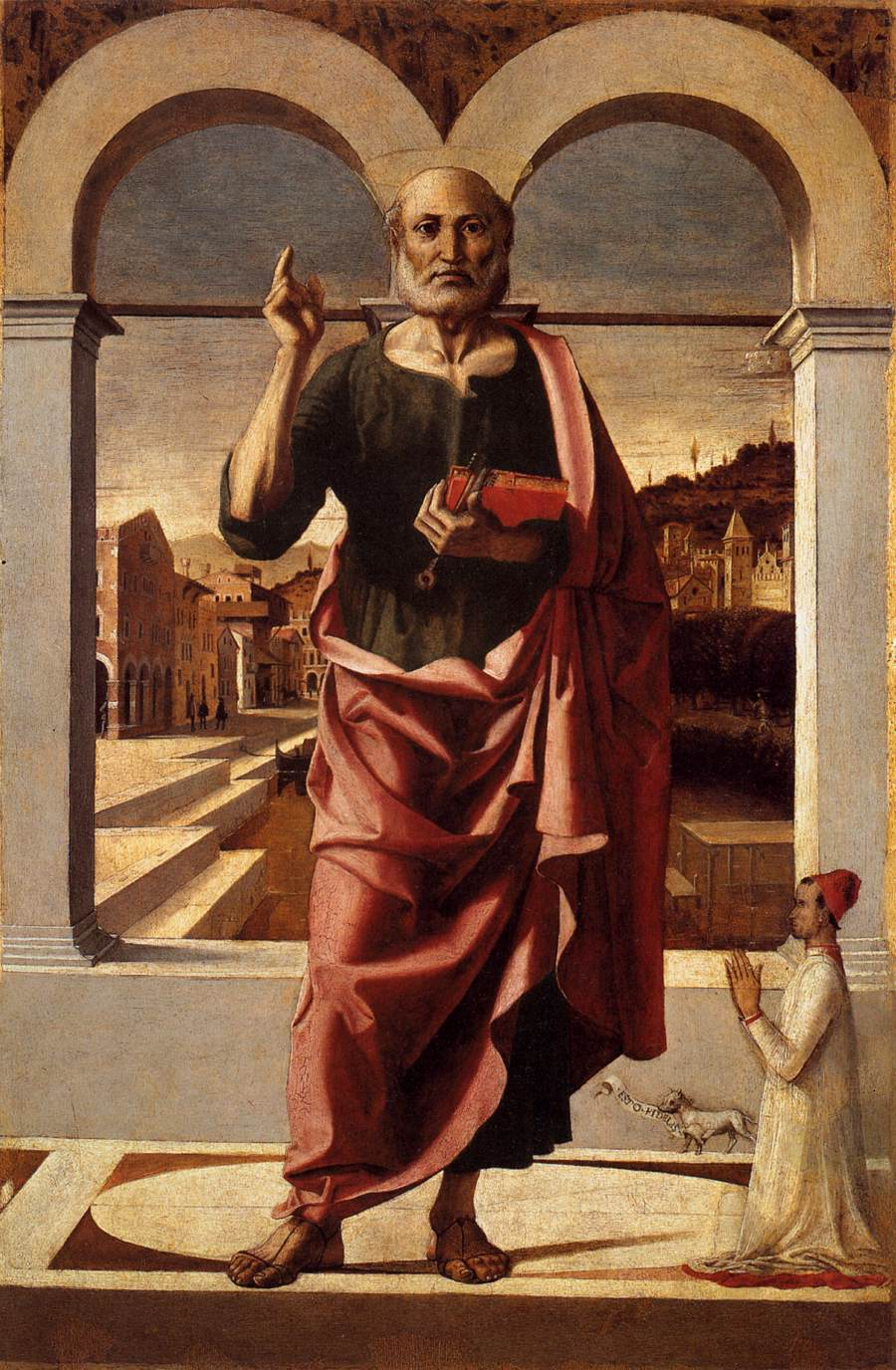
Saint Pierre v. 1505, Venise.
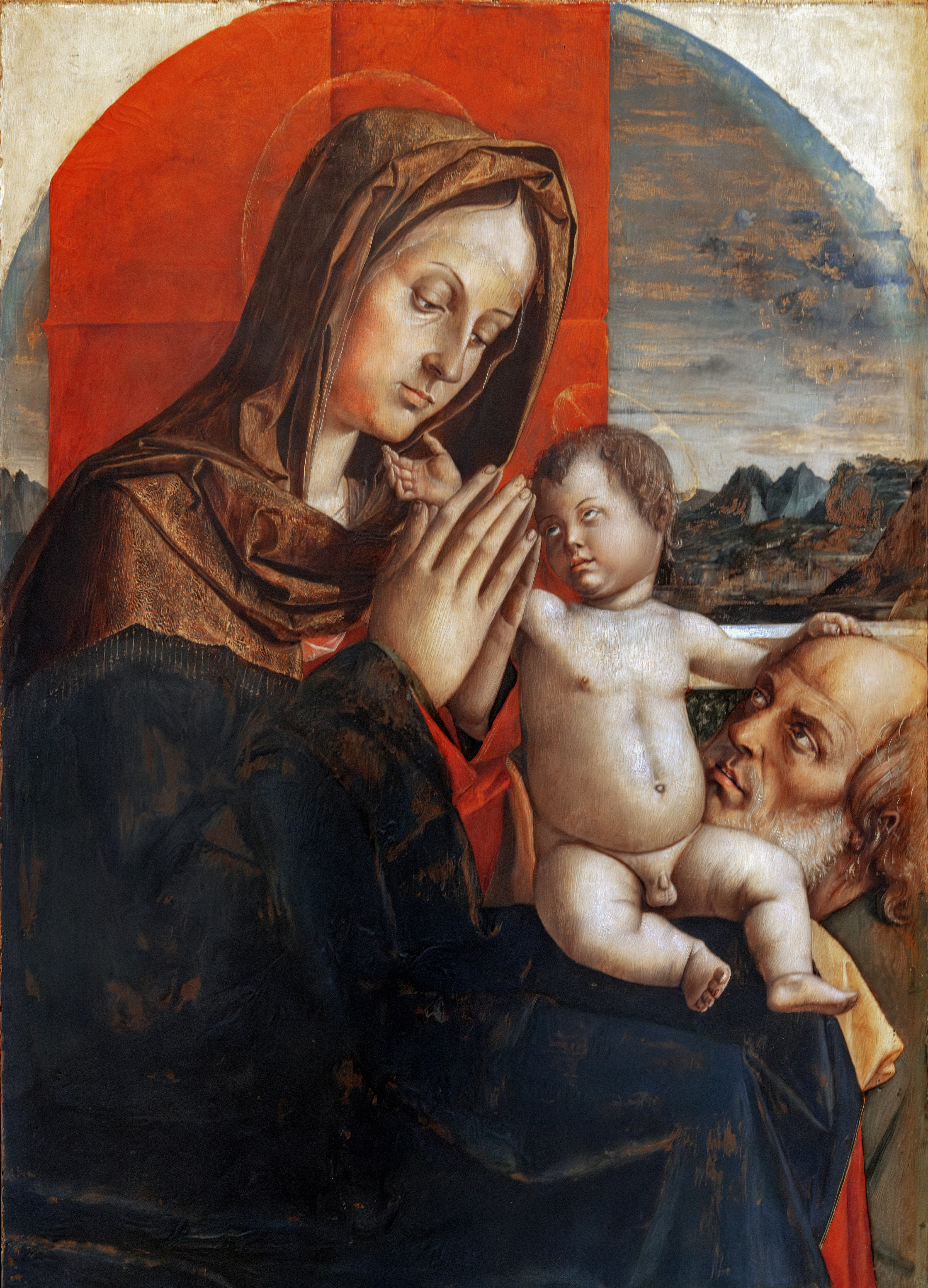
Vierge à l'Enfant avec Saint Joseph. v. 1515, Venise Musée Correr

### Non datées
- Fresques de la Scuola del Santo, Padoue.
- Saint Pierre, collection particulière, Padoue.
- Ecce Homo, Musée du Louvre, Paris.
- Sainte famille, huile sur bois, 78 x 62 cm, Musées civiques de Pavie[7]
- Saint Bernardin et le saint-évêque, Fine Arts Museums of San Francisco.
- Vierge à l'Enfant, National Gallery of Art, Washington.
- Saint Zeno, saint Jean Le Baptiste et une sainte martyre et plusieurs Vierge à l'Enfant, National Gallery, Londres.
- Retable, Museum, Berlin.
- Madone, Brême.
- Sainte Famille, Strasbourg.
- Vierge trônant entouré de saint Roch et de saint Jérôme.
- Christ entre saint Roch et saint Sébastien.
- Vierge à l'Enfant[8], huile sur bois, 105 × 73 cm et Trois anges musiciens[9], 47 × 70 cm. Deux panneaux d'un polyptyque démembré[10].